# Otto Nerz
Otto Nerz (* 21. Oktober 1892 in Hechingen, Hohenzollernsche Lande; † 19. April 1949 im Speziallager Nr. 7 Sachsenhausen, Oranienburg) war ein deutscher Fußballspieler und erster Reichstrainer des Deutschen Fußball-Bundes.

## Leben
Nerz wuchs als Sohn eines Landwirts und Stückguthändlers mit elf Geschwistern im südwestdeutschen Hechingen in ärmlichen Verhältnissen auf. Trotz der schwierigen Umstände konnte er das Gymnasium besuchen. Noch vor dem Ersten Weltkrieg absolvierte er ein Pädagogikstudium, im Krieg wurde er als Feldarzt eingesetzt. Ab 1919 arbeitete Nerz in Berlin als Volksschullehrer und nahm 1920 ein Sportstudium an der Hochschule für Leibesübungen auf, das er 1925 mit dem Diplom abschloss. Zusätzlich studierte er Medizin und promovierte 1935.
Seine Fußball-Laufbahn begann bei der FG Hechingen, nach dem Umzug der Familie nach Mannheim spielte Nerz von 1910 bis 1919 beim VfR Mannheim. Neben seiner Tätigkeit als Lehrer trug er von 1919 bis 1924 die Farben von Tennis Borussia Berlin. Als aktiver Fußballspieler hatte Nerz, der in der Regel als Außenläufer spielte, keine besonderen Erfolge. Nach dem Ende seiner aktiven Zeit arbeitete er von 1924 bis 1926 dort als Trainer.
Die deutsche Fußballnationalmannschaft galt bis Mitte der 1920er-Jahre als drittklassig. Für das olympische Fußballturnier 1928 wollte der Deutsche Fußball-Bund (DFB) eine erfolgreiche Nationalmannschaft aufbauen, und auf Betreiben von DFB-Präsident Felix Linnemann wurde mit Otto Nerz am 1. Juli 1926 erstmals ein hauptamtlicher „Reichstrainer“ engagiert. Nerz hatte sich bereits als Kenner des Fußballs und Taktiker einen Namen gemacht. Seine Trainer-Premiere hatte er am 31. Oktober 1926 mit dem 3:2-Auswärtssieg gegen die Niederlande. Die Hoffnungen auf ein gutes Abschneiden bei Olympia 1928 erfüllten sich jedoch nicht: Deutschland schied bereits in der 2. Runde nach einem 1:4 gegen den späteren Olympiasieger Uruguay, die weltbeste Mannschaft jener Ära, aus.
Nerz hatte schnell die Schwächen der Nationalmannschaft erkannt und führte einige Neuerungen ein. So übernahm er von der englischen Mannschaft, die er mehrfach beobachtet hatte, das erfolgreiche sogenannte WM-System, lud die Spieler zu Lehrgängen ein und verordnete ihnen ein hartes Konditionstraining. Trotz der Schwierigkeit, dass der deutsche Spitzenfußball auf zahllose regionale Ligen mit rund 500 „Erstligisten“ verteilt war – mit der Einführung der 16 Gauligen 1933 mit rund 160 Mannschaften verbesserten sich die Umstände nur unwesentlich – erweiterte Nerz den Kader der Nationalmannschaft und führte ihr neue Talente zu wie Ernst Kuzorra, Fritz Szepan oder Paul Janes. Seine Arbeit machte sich bereits im Jahr 1929 bezahlt, als die Nationalmannschaft mit vier Siegen und einem Unentschieden ungeschlagen blieb.
Mit der Machtergreifung der Nationalsozialisten 1933 orientierte sich Nerz politisch um. Er war seit 1919 SPD-Mitglied gewesen und trat nun zum 18. Juni 1933 in die SA ein. Am 10. Juni 1937 beantragte er die Aufnahme in die NSDAP und wurde rückwirkend zum 1. Mai desselben Jahres aufgenommen (Mitgliedsnummer 4.158.367). Obwohl er sich als „innerlich politisch desinteressiert“ bezeichnete, offenbarte er nach seiner Tätigkeit als Reichstrainer als Kolumnist einer Berliner Zeitung seine in das System passende antisemitische Haltung in judenfeindlichen Artikeln, wie etwa Europas Sport frei vom Judentum aus dem Jahr 1943.
Auch in sportlicher Hinsicht konnte sich Nerz mit den Nationalsozialisten arrangieren, da diese die Fußballnationalmannschaft gern als Propagandainstrument nutzen wollten. Er unterstand nun dem Fachamt Fußball, das mit fußballerischen die Überlegenheit der deutschen Rasse zu demonstrieren dachte. Diese Hoffnung konnte Nerz bereits bei der Weltmeisterschaft 1934 teilweise erfüllen – mit Platz 3 (3:2 über Österreich) erreichte die Nationalmannschaft ihren bis dahin größten Erfolg. Zur Vorbereitung auf das Fußballturnier der Olympischen Spiele 1936 in Berlin setzte das Fachamt 1935 die Rekordzahl von 17 Länderspielen an. Davon wurden 13 gewonnen, lediglich die Begegnungen mit Spanien (1:2), Schweden (1:3) und England (0:3) gingen verloren, die Partie gegen Norwegen endete unentschieden (1:1). Damit ging die deutsche Nationalmannschaft als einer der Favoriten in das olympische Turnier. Nach einem leichten 9:0-Sieg über Luxemburg war Norwegen der nächste Gegner im K.-o.-System. Mit Blick auf die nachfolgenden schwereren Aufgaben erhielt Nerz vom Fachamts-Leiter Felix Linnemann die Anweisung, die Leistungsträger der Mannschaft zu schonen. Daraufhin ließ Nerz eine Mannschaft mit zahlreichen Reservespielern auflaufen. Unter den Augen des an sich am Fußball nicht interessierten Adolf Hitler unterlag Deutschland mit 0:2. Diese Niederlage, mit der Deutschland aus dem Turnier ausschied, wurde zum Politikum, Nerz wurde vom Fachamt zwangsbeurlaubt, und sein Assistent Sepp Herberger übernahm beim nächsten Länderspiel am 13. September 1936 gegen Polen die Aufgaben des Reichstrainers. Am 27. September 1936 im Spiel gegen die Tschechoslowakei in Prag saß Nerz aber wieder auf der Bank, und Herberger verantwortete das am selben Tag stattfindende Spiel gegen Luxemburg, in dem vier Spieler ihr Länderspieldebüt gaben und weniger Stammspieler als gegen die Tschechoslowakei im Einsatz waren.
Am 2. November 1936 wurde schließlich Herberger zum Reichstrainer und Nerz zum „Referent für die Nationalmannschaft“ ernannt. So arbeitete Nerz mit Herberger nicht nur zusammen, sondern blieb dessen Vorgesetzter noch bis unmittelbar vor der Weltmeisterschaft 1938. In der Fachpresse zuletzt als „Chef der deutschen Nationalmannschaft“ bezeichnet und gewürdigt, übte Nerz das Amt bis Mai 1938 aus. Kurz zuvor hatte er eine Professur an der Deutschen Hochschule für Leibeskultur übernommen und wurde deren Direktor. Er veröffentlichte mehrere sportwissenschaftliche Publikationen.
Nach dem Ende des Zweiten Weltkrieges wurde Nerz im Juli 1945 von der Roten Armee verhaftet und in das Speziallager Nr. 3 Hohenschönhausen verbracht. Von dort aus wurde er am 16. Oktober 1946 ins Speziallager Nr. 7 Sachsenhausen weitertransportiert, wo er am 19. April 1949 an einer Meningitis starb.

## Bilanz als Reichstrainer
- 75 Länderspiele
- 44 Siege
- 11 Unentschieden
- 20 Niederlagen
- 204:124 Tore